# The New Toronto 3
The New Toronto 3 è un mixtape del rapper canadese Tory Lanez, pubblicato il 10 aprile 2020 da Interscope Records. È l'ultima uscita per tale etichetta, e il terzo capitolo della serie The New Toronto. Nel disco sono presenti due ospiti, Mansa e Lil Tjay.
Il mixtape è stato anticipato da tre singoli, Broke in a Minute, Do the Most e Who Needs Love, e alla settimana di debutto ha raggiunto la seconda posizione nella Billboard 200 con 64 000 unità equivalenti ad album vendute.

## Antefatti
The New Toronto 3 è l'ultimo lavoro pubblicato dall'artista per l'etichetta Interscope Records, con cui aveva un accordo di cinque album. La data di pubblicazione originale del progetto era stata fissata a marzo 2020, ma fu posticipata a causa di alcuni problemi tra Lanez e l'etichetta. Lanez ha messo tutto in chiaro sui social media, scrivendo su Instagram che ha dovuto «smorzare [la sua] creatività» e che il suo disco precedente, Chixtape 5, era «la cosa più vicina che è stato in grado di dare [...] che aveva qualcosa di qualità» che vorrebbe avesse la sua musica futura.

## Accoglienza
| Recensione        | Giudizio |
| ----------------- | -------- |
| Album of the Year | 75/100   |
| Clash             | 7/10     |
| Exclaim!          | 8/10     |
| NME               |          |

The New Toronto 3 è stato accolto in modo positivo da parte della critica specializzata. Sull'aggregatore Album of the Year, il disco ha ricevuto un punteggio di 75 su 100 basato su tre recensioni.
Jordan Basset di NME ha dato al mixtape quattro stelle su cinque, lodando la crescita artistica di Lanez e affermando che «in molti modi, Tory Lanez sembra una star dell'hip hop vecchia scuola». Aaron Bishop di Clash ha recensito in maniera positiva il mixtape, aggiungendo che «il viaggio di Tory Lanez è appena iniziato, poiché offre un'esperienza immersiva che lo vede fare ciò che fa meglio sia dal punto di vista sonoro che lirico [...] per iniziare un nuovo capitolo della sua carriera nella migliore forma della sua vita». Secondo Kyle Mullin di Exclaim!, Lanez si è assicurato che nel progetto trasparissero le sue cicatrici e i suoi difetti, facendone «risaltare la musica».

## Tracce
1. Pricey & Spicy – 2:31 (testo: Daystar Peterson, Daniel Gonzalez – musica: Play Picasso, Tory Lanez)
2. The Coldest Playboy – 2:00 (testo: Peterson, Isom Green III, Gonzalez – musica: 9three, Play Picasso, Lanez)
3. Stupid Again – 2:54 (testo: Peterson, Jonathan Priester – musica: Supah Mario, Nik Dean)
4. 10 Fucks (feat. Mansa) – 2:49 (testo: Peterson, Mansa Evans, Ben Unfug, Sterling Purdy, Gonzalez – musica: B&N, HAYES, Mansa, Play Picasso, Lanez)
5. Dope Boy's Diary – 3:04 (testo: Peterson, Donald Cannon – musica: Don Cannon, Sean Momberger)
6. Accidents Happen (feat. Lil Tjay) – 3:24 (testo: Peterson, Tione Merritt, Charles Dumazer, Gonzalez – musica: C-Sick, Play Picasso, Lanez)
7. Broke in a Minute – 2:12 (testo: Peterson, Anthony Woart Jr. – musica: Papi Yerr)
8. P.A.I.N – 4:14 (testo: Peterson, Barrington Wright, Sarah J., Joshua Cross, Gonzalez, Thorstein Borja – musica: Cassius Jay, Play Picasso, T. Borja, Lanez)
9. Adidas – 3:25 (testo: Peterson, Cooper McGill, Purdy, Gonzalez – musica: Coop the Truth, HAYES, Play Picasso, Lanez)
10. Who Needs Love – 2:53 (testo: Peterson, Wright, J., Alvin Santamaria, Keonbin Lee, Gonzalez – musica: Ambience, Cherry Beats, Play Picasso)
11. Do the Most – 2:24 (testo: Peterson, Christopher Washington, Ronald Smith – musica: C.P Dubb, Ron Sizzle)
12. Penthouse Red – 2:55 (testo: Peterson, Kyle Coleman, Gonzalez, Sergio Romero – musica: Kyle Coleman, Play Picasso, Sergio R.)
13. Letter to the City 2 – 3:16 (testo: Peterson, Charles Dumazer – musica: C-Sick)
14. Back in Business – 2:13 (testo: Peterson, Gonzalez – musica: Play Picasso, Lanez)
15. D.N.D. – 1:51 (testo: Peterson, Michael Hernandez – musica: DZL, Foreign Teck, The Rascals)
16. Msg 4 God's Children – 2:00 (testo: Peterson, Elias Sticken, Hernandez – musica: Elyas, Foreign Teck)